# 木工用ボンド (漫画家)
木工用ボンド（もっこうようボンド）は、日本の漫画家。男性。兵庫県神戸市出身。

## 経歴
1994年に商業誌でデビュー。成人向け漫画雑誌で活動。その後、1995年12月に同人サークル『セメダインG』設立。

## 作品リスト
1. 『BINGO!!』 1995年5月発売、一水社〈いずみコミックス〉
  - 『BINGO!!』 2000年12月発売、一水社〈いずみコミックス〉、ISBN 4-87076-187-4
2. 『白衣のあなたに恋してる』 1996年10月発売、一水社〈いずみコミックス〉、ISBN 4-87076-264-1
3. 『年上の彼女』 1997年5月発売、一水社〈いずみコミックス〉、ISBN 4-87076-306-0
4. 『スーパークリティカル』 1998年2月発売、一水社〈いずみコミックス〉、ISBN 4-87076-331-1
5. 『普通じゃダメなの…』 1998年11月発売、一水社〈いずみコミックス〉、ISBN 4-87076-361-3
6. 『淫らな夏』 1999年10月発売、桃園書房〈桃園コミックス〉、ISBN 4-8078-3267-0
7. 『母親が女になる時』 2000年5月発売、一水社〈いずみコミックス〉、ISBN 4-87076-422-9
8. 『コスチューム・フェティッシュ』 2002年6月発売、司書房〈ツカサコミックス〉、ISBN 4-8128-0764-6
9. 『ミズギズム』 2002年6月発売、一水社〈いずみコミックス〉、ISBN 4-87076-508-X
10. 『お姉サマはショタ嗜好』 2003年11月発売、一水社〈いずみコミックス〉、ISBN 4-87076-548-9
11. 『ハダカより卑猥』 2005年7月8日発売[1]、ティーアイネット〈MUJIN COMICS〉、ISBN 4-88774-154-5
12. 『君ってドMでしょ』 2007年3月24日発売[2]、クロエ出版〈真激コミックス〉、ISBN 978-4-90371-404-2
13. 『踏まれてみたい？』 2008年4月2日発売[3]、クロエ出版〈真激コミックス〉、ISBN 978-4-90371-440-0
14. 『エロい事してあげる』 2010年8月1日発売[4]、クロエ出版〈真激コミックス〉、ISBN 978-4-90371-420-2
15. 『セックスコスチューム』 2011年10月7日発売[5]、クロエ出版〈真激コミックス〉、ISBN 978-4-90371-458-5
16. 『あなたが射精く顔、見てあげる。』 2015年6月5日発売[6]、クロエ出版〈真激コミックス〉、ISBN 978-4-90809-908-3
17. 『メイドさんOVER30』 2018年7月6日発売[7]、クロエ出版〈真激コミックス〉、ISBN 978-4-90809-952-6